# Philip Gaughan
Pour les articles homonymes, voir Gaughan.
Philip Gaughan, né le 17 mars 1865 à Belmullet (Irlande), et mort le 31 décembre 1913, est un sergent qui a servi dans le Corps des Marines américain lors de la guerre hispano-américaine. Il a reçu la médaille d'honneur pour actes de bravoure.

## Biographie
Gaughan est né le 17 ars 1865 à Belmullet, dans le comté de Mayo, en en Irlande. Il rejoint le Corps des Marines de Philadelphie en juillet 1887.
Gaughan est mort le 31 décembre 1913 toujours en service actif, et est inhumé à au cimetière Holy Cross à Yeadon, en Pennsylvanie. Sa tombe se trouve dans la section 54, rang 12, lot 42.

## Médaille d'Honneur et citation
Rang et organisation: le Sergent de l'U .S. Marine Corps. Naissance: 17 mars 1865, À Belmullet, En Irlande. Accrédité pour: Pennsylvanie. G. O. No.: 521, 7 juillet 1899.
Citation : « On board the U.S.S. Nashville during the operation of cutting the cable leading from Cienfuegos, Cuba, 11 May 1898. Facing the heavy fire of the enemy, Gaughan set an example of extraordinary bravery and coolness throughout this action ».